# بوی‌آباد، ترکیه
بویابات (به ترکی استانبولی: Boyabat) شهری است در کشور ترکیه که در استان سینوپ واقع شده‌است. جمعیت این شهر بر اساس سرشماری سال ۲۰۰۸ میلادی ۲۵٬۶۹۴ نفر و بر اساس برآوردهای سال ۲۰۰۹ میلادی ۲۵٬۵۰۳ نفر می‌باشد.